# Bundesregierung Figl II
Die österreichische Bundesregierung Figl II, eine ÖVP-SPÖ-Koalition, wurde nach der Nationalratswahl am 9. Oktober 1949 zusammengestellt und von Bundespräsident Karl Renner am 8. November 1949 ernannt. Sie amtierte bis zum 28. Oktober 1952.
Zehn Wochen vor Beginn des Jahres 1953 hätte der Budgetentwurf für dieses Jahr durch die Bundesregierung an den Nationalrat übermittelt werden müssen. Bis Ablauf dieser Frist am 23. Oktober 1952 konnte im Ministerrat jedoch keine Einigung auf einen Entwurf erzielt werden. Die SPÖ wollte den Sparkurs der ÖVP nicht mittragen und forderte staatliche Investitionen. Daher reichte die Regierung, wie in der Verfassung vorgesehen, ihre Demission beim Präsidenten ein. Bundespräsident Theodor Körner nahm diese vorerst nicht an und appellierte an beide Parteien, eine Einigung zu finden. Erst nachdem die Koalitionsparteien am 28. Oktober den Vorschlag vorlegten, ein Budgetprovisorium zu beschließen, nahm Körner die Demission der Regierung an und beauftragte Figl mit der Neubildung einer Regierung.
| Bundesminister (für)                | Amtsinhaber | Partei        | Staatssekretär                                               |
| Bundeskanzleramt                    | Bundeskanzler Leopold Figl Vizekanzler: Adolf Schärf (ohne Portefeuille) Bundesminister (für auswärtige Angelegenheiten) Karl Gruber | ÖVP SPÖ ÖVP   |                                                              |
| Inneres                             | Oskar Helmer | SPÖ           | Ferdinand Graf (ÖVP) Andreas Korp (SPÖ) (ab 23. Jänner 1952) |
| Justiz                              | Otto Tschadek (bis 16. September 1952) Josef Gerö (ab 16. September 1952)                                                            | SPÖ parteilos |                                                              |
| Unterricht                          | Felix Hurdes (bis 23. Jänner 1952) Ernst Kolb (ab 23. Jänner 1952)                                                                   | ÖVP           |                                                              |
| Soziale Verwaltung                  | Karl Maisel | SPÖ           |                                                              |
| Finanzen                            | Eugen Margarétha (bis 23. Jänner 1952) Reinhard Kamitz (ab 23. Jänner 1952)                                                          | ÖVP           |                                                              |
| Land- und Forstwirtschaft           | Josef Kraus (bis 23. Jänner 1952) Franz Thoma (ab 23. Jänner 1952)                                                                   | ÖVP           |                                                              |
| Handel und Wiederaufbau             | Ernst Kolb (bis 23. Jänner 1952) Josef C. Böck-Greissau (ab 23. Jänner 1952)                                                         | ÖVP           | Fritz Bock (ÖVP) (ab 23. Jänner 1952)                        |
| Verkehr und verstaatlichte Betriebe | Karl Waldbrunner | SPÖ           | Vinzenz Übeleis (SPÖ)                                        |